# 雪窓夫人
雪窓夫人（せっそうふじん、生年不詳 -天文13年8月15日（1544年9月2日））は、戦国時代の女性。
父は入来院重聡。母は白浜重香の娘。島津貴久の継室。子は島津義久、義弘、歳久。兄弟に入来院重朝がいる。

島津貴久に嫁ぐ。入来院氏は長年島津氏と対立している渋谷一族の一つで、勢力拡大に盛んだった島津忠良が長男の貴久と雪窓夫人の婚姻を強く望んだという。伊作城にて天文2年（1533年）に義久を、天文4年（1535年）に義弘、天文6年（1537年）に歳久を生む。
天文13年（1544年）、死去。戒名「雪窓妙安大姉」。
雪窓夫人の生存中は入来院氏が島津氏側に付いたために薩摩国の情勢は安定し、島津氏の勢力拡大に貢献したことは言うまでもない。
雪窓夫人の三十回忌に息子の義久、義弘、歳久が連名で雪窓夫人の菩提寺である雪窓院を伊集院（現鹿児島県日置市伊集院町）に建立し、義久は豊臣秀吉に降伏する際、島津家縁の寺院ではなく雪窓院で出家した。